# Brezani
 Brezani  falu Horvátországban Zágráb megyében. Közigazgatásilag Rakovechez tartozik.

## Fekvése
Zágrábtól 28 km-re északkeletre, községközpontjától 2 km-re délkeletre az A4-es autópálya közelében, a megye északkeleti részén fekszik.

## Története
A falunak 1857-ben 92, 1910-ben 175 lakosa volt. Trianonig Belovár-Kőrös vármegye Kőrösi járásához tartozott. 2001-ben 135 lakosa volt.

## Lakosság
| Lakosság változása | Lakosság változása | Lakosság változása | Lakosság változása | Lakosság változása | Lakosság változása | Lakosság változása | Lakosság változása | Lakosság változása | Lakosság változása | Lakosság változása | Lakosság változása | Lakosság változása | Lakosság változása | Lakosság változása |
| ------------------ | ------------------ | ------------------ | ------------------ | ------------------ | ------------------ | ------------------ | ------------------ | ------------------ | ------------------ | ------------------ | ------------------ | ------------------ | ------------------ | ------------------ |
| 1857               | 1869               | 1880               | 1890               | 1900               | 1910               | 1921               | 1931               | 1948               | 1953               | 1961               | 1971               | 1981               | 1991               | 2001               |
| 92                 | 96                 | 91                 | 106                | 141                | 175                | 188                | 207                | 183                | 190                | 178                | 159                | 162                | 149                | 135                |

## Külső hivatkozások
Rakovec község hivatalos oldala